# Bony de les Neres
Bony de les Neres – szczyt górski w Pirenejach Wschodnich. Administracyjnie położony jest w Andorze, na granicy parafii Ordino i Canillo. Wznosi się na wysokość 2228 m n.p.m.
Bony de les Neres znajduje się na granicy parafii Ordino i Canillo, jednak położony jest zaledwie 200 m od czwórstyku między wymienionymi parafiami, a także Encamp i La Massana.
Na północny wschód od szczytu usytuowana jest przełęcz Coll d’Ordino (1981 m n.p.m.), natomiast na południowy wschód położone jest miasto Encamp.
Na szczyt góry wytyczony został szlak turystyczny o długości 6,15 km. Jego deniwelacja wynosi średnio 82 m na odcinku 1000 m. Charakteryzuje się bardzo wysokim stopniem trudności. Rozpoczyna się w mieście Encamp, a następnie prowadzi przez przełęcz Coll d’Ordino.